# Freesia leichtlinii
Freesia leichtlinii är en irisväxtart som beskrevs av Friedrich Wilhelm Klatt. Freesia leichtlinii ingår i släktet Freesia och familjen irisväxter. Inga underarter finns listade i Catalogue of Life.